# Hồ Malta
Hồ Malta (hay hồ chứa Maltański), là hồ nhân tạo ở Poznań, Ba Lan. Hồ hình thành vào năm 1952, là kết quả của quá trình xây đập ngăn sông Cybina. Hồ rộng 2,2 km, là hồ nhân tạo lớn nhất thành phố. Độ sâu trung bình là 3,1 m, sâu tối đa khoảng 5 m.
Hồ là nơi tổ chức giải đấu chèo thuyền lâu đời nhất châu Âu - The Malta Regatta Course. Hồ cũng là địa điểm tổ chức Cúp chèo thuyền thế giới từ năm 1952 và Giải vô địch ICF Canoe Sprint Thế giới các năm 1990, năm 2001 và năm 2010.
Tháng 6 hàng năm, lễ hội nhà hát Malta tổ chức tại Poznań. Chương trình diễn ra xung quanh hồ.
Tên của hồ xuất phát từ Hiệp sĩ Cứu tê hay Hiệp sĩ Malta. Hồ được đào trên vùng đất thuộc sở hữu của Nhà thờ Kościół św. Jana Jerozolimskiego za murami w Poznaniu từ năm 1187.

Do tầm quan trọng của hồ đối với thành phố Poznań, nhiều nghiên cứu nhằm cải thiện chất lượng nước đã được tiến hành. 

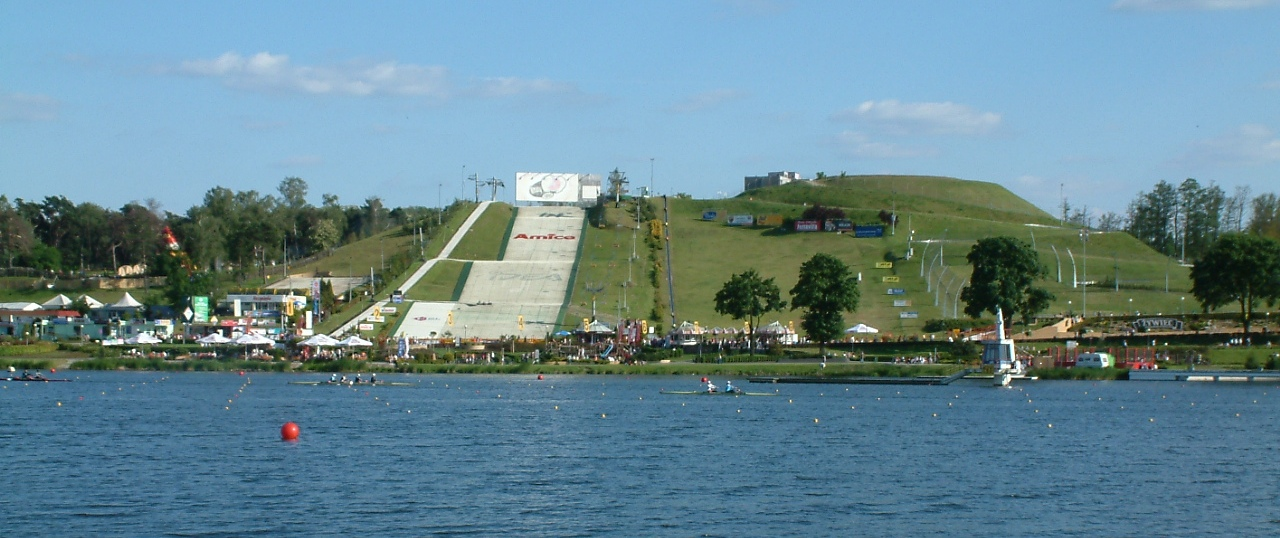
Vùng đất tự do và dốc trượt tuyết nhân tạo "Malta-Ski"
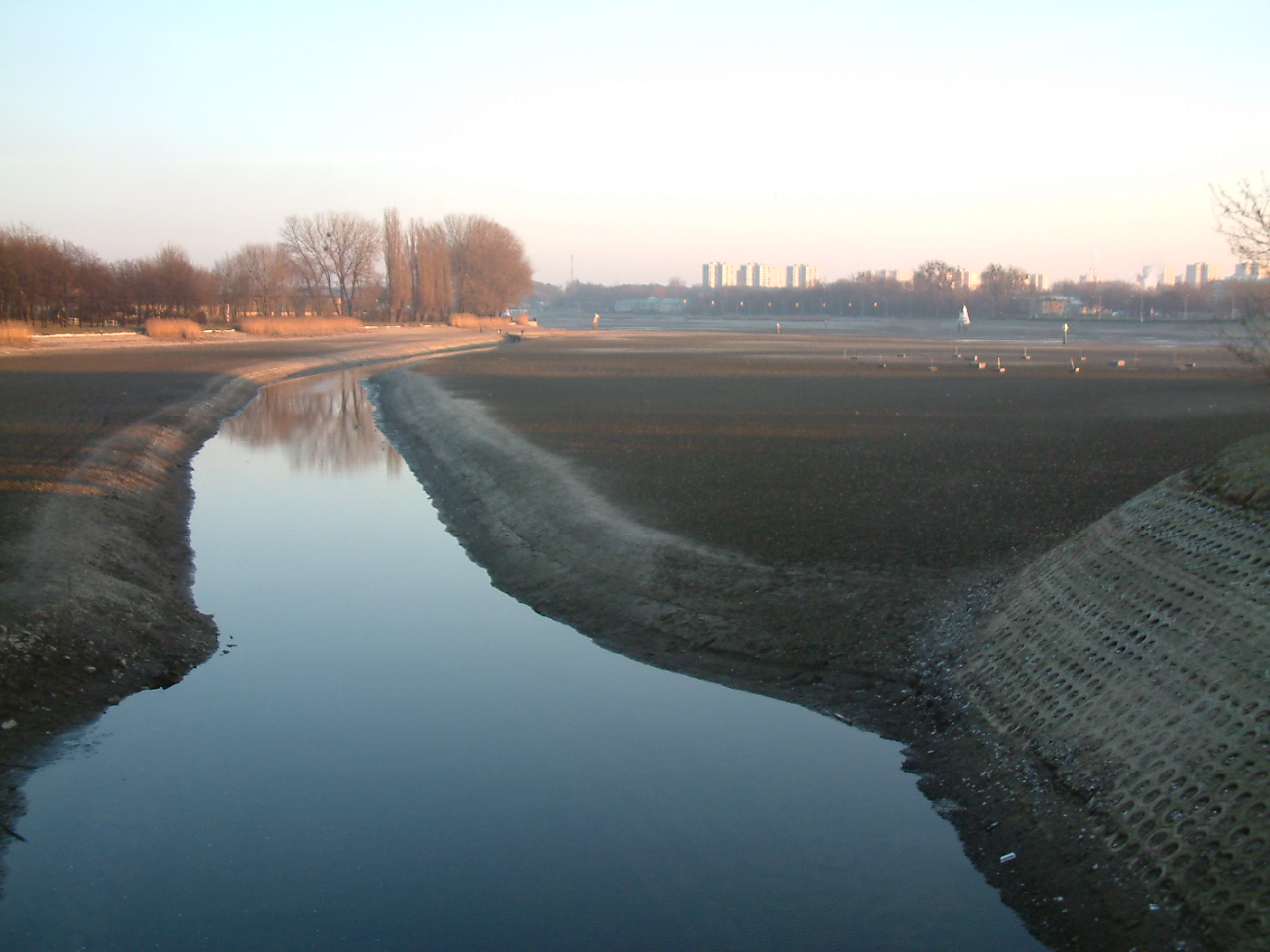
Mùa đông 2004/2005, hồ cạn nước nên có thể nhìn thấy đáy